# Régis Faucon
Régis Faucon est un journaliste français spécialiste des relations internationales, ancien rédacteur en chef à TF1.

## Biographie

### Chronologie
Né à Avignon le 8 novembre 1943, Régis Faucon a passé une partie de sa jeunesse en Algérie et poursuivi des études supérieures d’anglais en France et en Angleterre. En 1966, à 22 ans, il part au Liberia (Afrique de l'Ouest) comme speaker à la Voix de l’Amérique et deux ans plus tard, il est nommé à Washington (États-Unis). Pendant quatre années, il travaille au service français de l’organe officiel du gouvernement américain avant de rentrer en France en 1970 et de poursuivre sa carrière comme présentateur à France Culture, Europe 1 et France Inter.
En 1974, Régis Faucon présente le journal national de FR3 puis en 1975, il fait partie de l'équipe de la toute nouvelle première chaîne de télévision, TF1. Il intègre le service de politique étrangère, devenant successivement grand reporter, correspondant à New York, chef de service, éditorialiste et rédacteur en chef.
En désaccord avec la ligne éditoriale du journal télévisé consacrant de moins en moins de place à la politique étrangère, il démissionne de TF1 en 2000 puis travaille en indépendant. En 2005, il participe notamment à un documentaire sur le prince Albert de Monaco, Albert II, le prince méconnu, réalisé et produit par son fils Thibaut.

### Reportages
Pendant 25 années à TF1, Régis Faucon couvre les principaux événements de politique internationale sur tous les continents. On peut citer la révolution des œillets au Portugal, le renversement d’Isabel Perón et le coup d’État militaire en Argentine, les disparitions de Franco en Espagne et de Tito en Yougoslavie, la chute du Shah d'Iran, l’entraînement des Bérets verts à Fort Bragg, le débarquement des "Marines" américains à Guantánamo, la guerre en Rhodésie (aujourd’hui Zimbabwe), l’apartheid en Afrique du Sud , l’offensive sud-africaine en Angola, la présence militaire cubaine en Éthiopie, la révolution socialiste à Madagascar, l’indépendance du Mozambique, le génocide au Rwanda, l’entrée des Syriens au Liban, les élections en Israël, les campagnes électorales, conventions et élections américaines, la signature de l’accord de paix Rabin-Arafat à la Maison-Blanche, la campagne anti-française dans le Pacifique Sud, l’arrivée des boat-people vietnamiens en Australie, les manœuvres de la flotte française dans l’Océan Indien, la présence militaire française au Gabon et en 2000, il est le premier journaliste occidental depuis 15 ans à obtenir un visa pour la Corée du Nord, alors le pays le plus fermé de la planète.
Régis Faucon couvre les déplacements officiels de François Mitterrand et Jacques Chirac à l'étranger ainsi que les visites de chefs d’État en France. Il aura l'occasion de rencontrer la plupart des dirigeants de la planète, les présidents américains Richard Nixon, Jimmy Carter, Ronald Reagan,George Bush père, Bill Clinton ainsi que Ted Kennedy et Henry Kissinger, Vladimir Poutine, Willy Brandt, Indira Gandhi, le Shah d'Iran -dont il fera la dernière interview-, les premiers ministres israéliens, Yasser Arafat, Norodom Sihanouk, Nelson Mandela, Thomas Sankara, Léopold Senghor, Félix Houphouët-Boigny, Sékou Touré, Omar Bongo, Mobutu et les autres dirigeants de l'Afrique indépendante. 
Depuis toujours passionné de photographie, Régis Faucon est l'auteur de plusieurs livres d'art ou de voyage sur différentes parties du monde (Afrique, Antilles, Inde...) ainsi que sa région d'origine, la Normandie. L'un de ces ouvrages sur "Les manoirs du Pays d'Auge", édité en anglais et en allemand, a été sélectionné par la presse française parmi les 12 plus beaux livres de l'année 1995. 
Régis Faucon est enfin très sensibilisé à la cause animale et s'investit dans la protection de ses amies les bêtes.

## Distinctions
- Chevalier de la Légion d'honneur
- Chevalier de l'ordre national du Mérite

## Publications
- Régis Faucon et Yves Lescroart, Manoirs du pays d'Auge, Paris, Éditions Place des Victoires, 2003, 359 p. (ISBN 9782844590237).

### Site officiel
- Site officiel de Régis Faucon

### Sources
- Who's Who : http://www.whoswho.fr/biographie-regis-faucon_430592.html
- http://catalogue.bnf.fr/ark:/12148/cb12091667g
- Dictionnaire de la télévision française, Nouveau Monde